# Le Sabre infernal

Le Sabre infernal (Du bei dao wang) est un film hongkongais réalisé par Chu Yuan, sorti le 10 juillet 1976.

## Synopsis
Fu-Hung-hsue et un autre chevalier expert en arts martiaux, Yen Nan-fei, doivent protéger des plumes de paon magiques des menées criminelles d'un mystérieux seigneur de clan, et protéger aussi une jeune fille. 5 êtres magiques (Poésie, Échecs, Peinture, Luth, etc.) au service du mystérieux maître d'arts martiaux Gongsun Yu, seront 5 occasions de combats pour les deux héros jusqu'à la révélation finale.

## Fiche technique
- Titre : Le Sabre infernal
- Titre original : The Magic Blade / Tien ya ming yue dao
- Réalisation : Chu Yuan
- Scénario : Ni Kuang et Szu Tu-an, d'après un roman de Gu Long
- Direction des combats : Tang Chia, Huang Pei-chi
- Société de production : Shaw Brothers
- Pays d'origine : Hong Kong
- Format : Couleurs - 2,35:1 - Mono - 35 mm
- Genre : Wu Xia Pian
- Durée : 86 minutes
- Date de sortie : 1976

## Distribution
- Ti Lung : Fu Hung-hsue
- Lo Lieh : Yen Nan-fei
- Ching Li : Tsao Yu-chen
- Norman Chu : Échecs
- Lily Li : Luth
- Ha Ping : Mémé-la-Malice
- Tien Ni : Hsin Mingyue
- Ku Feng : Hsiao Chien
- Fan Mei-sheng : Peinture
- Liu Hui-ling : Poésie
- Tang Ching : monsieur Yu
- Ching Miao : Chiu Shui Ching
- Chan Shen : Kung Sun Tao
- Yuen Woo-ping : cascades